# 秘密推奨!うるとLOVE
「秘密推奨!うるとLOVE」（ひみつすいしょう!うるとラブ）は、N'sの2枚目のシングル。2009年（平成21年）10月23日にジェネオンエンタテインメントから発売された。

## 解説
表題曲「秘密推奨!うるとLOVE」は、テレビアニメ『乃木坂春香の秘密 ぴゅあれっつぁ♪』のエンディングテーマ、カップリングの「ミラクルTRIAL!」は、劇中劇「ノクターン女学院ラクロス部」エンディングテーマとなっているが、実際にアニメで使用されることはなかった。オープニングテーマの「挑発Cherry Heart」と同時に発売された。
ジャケットはN'sの写真と乃木坂春香、乃木坂美夏、桜坂葉月、七城那波、天宮椎菜の描き下ろしによるダブルジャケット仕様になっている。

## 収録曲
1. 秘密推奨!うるとLOVE [4:30] 
作詞：くまのきよみ、作曲・編曲：三浦誠司
  - テレビアニメ『乃木坂春香の秘密 ぴゅあれっつぁ♪』エンディングテーマ
2. ミラクルTRIAL! [3:52] 
作詞：くまのきよみ、作曲：DY-T、編曲：南俊介
  - テレビアニメ『乃木坂春香の秘密 ぴゅあれっつぁ♪』劇中劇『ノクターン女学院ラクロス部』エンディングテーマ
3. 秘密推奨!うるとLOVE -instrumental-
4. ミラクルTRIAL! -instrumental-

## 収録アルバム
| 曲名                | 収録アルバム | 発売日        |
| ------------------- | ------------ | ------------- |
| 秘密推奨!うるとLOVE | 『Happy?』   | 2010年1月27日 |
| ミラクルTRIAL!      | 『Happy?』   | 2010年1月27日 |